# Tracy Garneau
Pour les articles homonymes, voir Garneau.
Tracy Garneau est une athlète canadienne née en 1969. Spécialiste de l'ultra-trail, elle a notamment remporté l'American River 50 Mile Endurance Run et la Western States 100-Mile Endurance Run en 2010.

## Résultats
| no  | féminin       | Course             | Longueur | Départ        | Temps            |
| --- | ------------- | ------------------ | -------- | ------------- | ---------------- |
| 15e | Médaille d'or | American River 50  | 50 mi    | 10 avril 2010 | 6 h 43 min 14 s  |
| 20e | Médaille d'or | Western States 100 | 100 mi   | 26 juin 2010  | 19 h 01 min 55 s |